# Grand Prix Cycliste de Montréal
Grand Prix Cycliste de Montréal, är ett cykellopp som årligen avgörs på sensommaren. Tävlingsbanan är baserad runt staden Montreal i Kanada. Tävlingen startade 2010 som en deltävling i UCI ProTour, och körs årligen två dagar efter Grand Prix Cycliste de Québec.

## Podieplatser
| År   | Vinnare              | Tvåa             | Trea                |          |
| ---- | -------------------- | ---------------- | ------------------- | -------- |
| 2010 | Robert Gesink        | Peter Sagan      | Ryder Hesjedal      |          |
| 2011 | Rui Costa            | Pierrick Fédrigo | Philippe Gilbert    |          |
| 2012 | Lars Petter Nordhaug | Moreno Moser     | Aleksandr Kolobnev  |          |
| 2013 | Peter Sagan          | Simone Ponzi     | Ryder Hesjedal      |          |
| 2014 | Simon Gerrans        | Rui Costa        | Tony Gallopin       |          |
| 2015 | Tim Wellens          | Adam Yates       | Rui Costa           |          |
| 2016 | Greg Van Avermaet    | Peter Sagan      | Diego Ulissi        |          |
| 2017 | Diego Ulissi         | Jesús Herrada    | Tom-Jelte Slagter   |          |
| 2018 | Michael Matthews     | Sonny Colbrelli  | Greg Van Avermaet   |          |
| 2019 | Greg Van Avermaet    | Diego Ulissi     | Iván García Cortina |          |
| 2020 | inställt             | inställt         | inställt            | inställt |
| 2021 | inställt             | inställt         | inställt            | inställt |
| 2022 | Tadej Pogačar        | Wout van Aert    | Andrea Bagioli      |          |
| 2023 | Adam Yates           | Pavel Sivakov    | Alex Aranburu       |          |
| 2024 | Tadej Pogačar        | Peio Bilbao      | Julian Alaphilippe  |          |